# Sede titolare di Sirace
Sirace (in latino: Siracensis) è una sede titolare arcivescovile soppressa della Chiesa cattolica, localizzata in Armenia.
La sede fu soppressa con un decreto di Propaganda Fide nel 1894. Tuttavia fu nuovamente assegnata nel 1921 e soppressa definitivamente nel 1947.

## Cronotassi dei vescovi titolari
- Edoardo Hurmuz † (10 settembre 1847 - 26 ottobre 1876 deceduto)
- Rocco Cocchia, O.F.M.Cap. † (15 luglio 1878 - 9 agosto 1883 nominato arcivescovo di Otranto)
- Adam Claessens † (4 gennaio 1884 - 10 luglio 1895 deceduto)
- Filippo Cortesi † (13 giugno 1921 - 1º febbraio 1947 deceduto)